# Luca Mannocci
Luca Mannocci (Roma, 13 marzo 1985) è un doppiatore italiano.

## Filmografia

### Televisione
- Don Matteo, episodio 7x24 (2009)
- Distretto di Polizia, episodio 10x06 (2010)

## Doppiaggio

### Film
- John Boyega in Star Wars - Il risveglio della Forza, Imperial Dreams, The Circle, Star Wars - Gli ultimi Jedi, Pacific Rim - La rivolta, Star Wars - L'ascesa di Skywalker, Naked Singularity
- Miles Teller in Divergent, The Divergent Series: Insurgent, The Divergent Series: Allegiant
- Ezra Miller in Justice League, Zack Snyder's Justice League, The Flash
- Matt Long in Ghost Rider
- Max Van Ville in Halloween - The Beginning
- Benedict Samuel in The Walk
- Gabriel Rosado in Creed - Nato per combattere
- Luis Silva in Ti guardo
- Tory Kittles in Bessie
- Kenny Wormald in Love and Mercy
- Oskar Bökelmann in Land of Mine - Sotto la sabbia
- Nico Mirallegro in Anita B.
- Alex C. Nachi in Stonewall
- Jack Kesy in Il giustiziere della notte - Death Wish
- Adrián Salzedo in Tini - La nuova vita di Violetta
- Mark O'Brien in The Front Runner - Il vizio del potere
- Jamie Bradley in Le regole del caos
- Tory N. Thompson in The Final Girls
- Mark Stanley in Il traditore tipo
- William Moseley in Friend Request - La morte ha il tuo profilo
- Corey Hawkins in Straight Outta Compton
- Tim Potter in La battaglia di Hacksaw Ridge
- Kelby Turner Akin in Boston - Caccia all'uomo
- Gerard Kearns in Codice criminale
- Robert Emms in Borg McEnroe
- Evan Stern in The Void - Il vuoto
- Eugene Simon in The Lodgers - Non infrangere le regole
- Johnny Flynn in Emma.
- Nat Wolff in 40 sono i nuovi 20
- Justin McDonald in Miss Potter
- Masahiro Higashide in Onigoroshi - Demon City
- Booboo Stewart in Uno di noi
- Matt Smith in Morbius
- Mike Moh in C'era una volta a... Hollywood
- Joe Davidson in Tutti tranne te
- Jack Quaid in Oppenheimer
- Desmond Eastwood in L'ultima vendetta
- Laurence Rupp in L'aggiusta-cuori
- Baptiste Lecaplain in Nice Girls
- Micael Borges in I vantaggi del tradimento

### Film d'animazione
- C-3PO in The LEGO Movie
- Krim in Maquia - Decoriamo la mattina dell'addio con i fiori promessi
- Gueira in Promare
- Shin Hazama in Anche se il mondo finisse domani
- Ugly Sonic in Cip & Ciop agenti speciali
- Tomonaga in Hana e Alice - Il caso di omicidio

### Serie animate
- Ludwig in Sissi, la giovane imperatrice
- Steve Palchuk in Trollhunters - I racconti di Arcadia
- Ayato Kirishima in Tokyo Ghoul
- Varian in Rapunzel - La serie
- Raffaello in Rise of the Teenage Mutant Ninja Turtles - Il destino delle Tartarughe Ninja
- Daz in L'attacco dei giganti
- Parruccone ne La collina dei conigli
- Phil Ash in Moonrise
- Ohma Tokita in Kengan Ashura
- Shun Kaidō in The Disastrous Life of Saiki K.: Reawakened
- Duncan / Man-At-Arms in He-Man and the Masters of the Universe
- Leo in Tomb Raider - La leggenda di Lara Croft
- Re delle formiche / Beru in Solo Leveling
- Lionel Hawke in Tiger & Bunny
- Apart in Sakamoto Days

### Serie televisive
- Michael Zegen in La fantastica signora Maisel
- Chace Crawford in The Boys (1^ voce), Gen V
- Serkay Tütüncü in Mr. Wrong - Lezioni d'amore, Innocence
- Anthony Ruivivar in Banshee - La città del male
- Shad Moss in CSI: Cyber
- Ness Bautista in The Last Ship
- Chris Zylka in The Leftovers - Svaniti nel nulla
- Amadeus Serafini in Scream
- Torrance Coombs in Reign
- Raymond Ablack in Ginny & Georgia
- Robert Finster in Tribes of Europa
- Enric Auquer in Sky Rojo
- Joe Dempsie in Deep State
- Mamoudou Athie in The Get Down
- Demetrius Bridges in Containment
- Jack Quaid in Vinyl
- Rick Gonzalez in Arrow
- Josh O'Connor in I Durrell - La mia famiglia e altri animali
- Chai Hansen in The New Legends of Monkey
- David Berman in CSI - Scena del crimine
- Lucien Laviscount in Snatch
- Guillaume Marquet in Les Revenants
- Kyle Harris in Stitchers
- Keith Powers in What/If
- Jay Pharoah in White Famous
- Jack Murray in Between
- Andrew J. West in C'era una volta
- Ryan Sampson in The Frankenstein Chronicles
- Jeremie Harris in Legion
- Jakob Oftebro in Warrior - La guerra in casa
- Parker Young in Imposters
- Christopher Backus in Roadies
- Kevin Zegers e Gus Halper in Fear the Walking Dead
- Ray Nicholson in Panic
- Diego Armando Maradona in Maradona: sogno benedetto
- Rhener Freitas in Bia
- Andrés Mercado in Club 57
- Victorio D'Alessandro in Heidi Bienvenida
- Saamer Usmani ne Il problema dei 3 corpi
- Josef Altin ne Il Trono di Spade
- Marco González in Cent'anni di solitudine
- Ezra Miller in Peacemaker

### Videogiochi
- Finn / FN-2187 in LEGO Star Wars: Il risveglio della Forza[1]